# 索先卡河 (哈皮洛夫卡河支流)

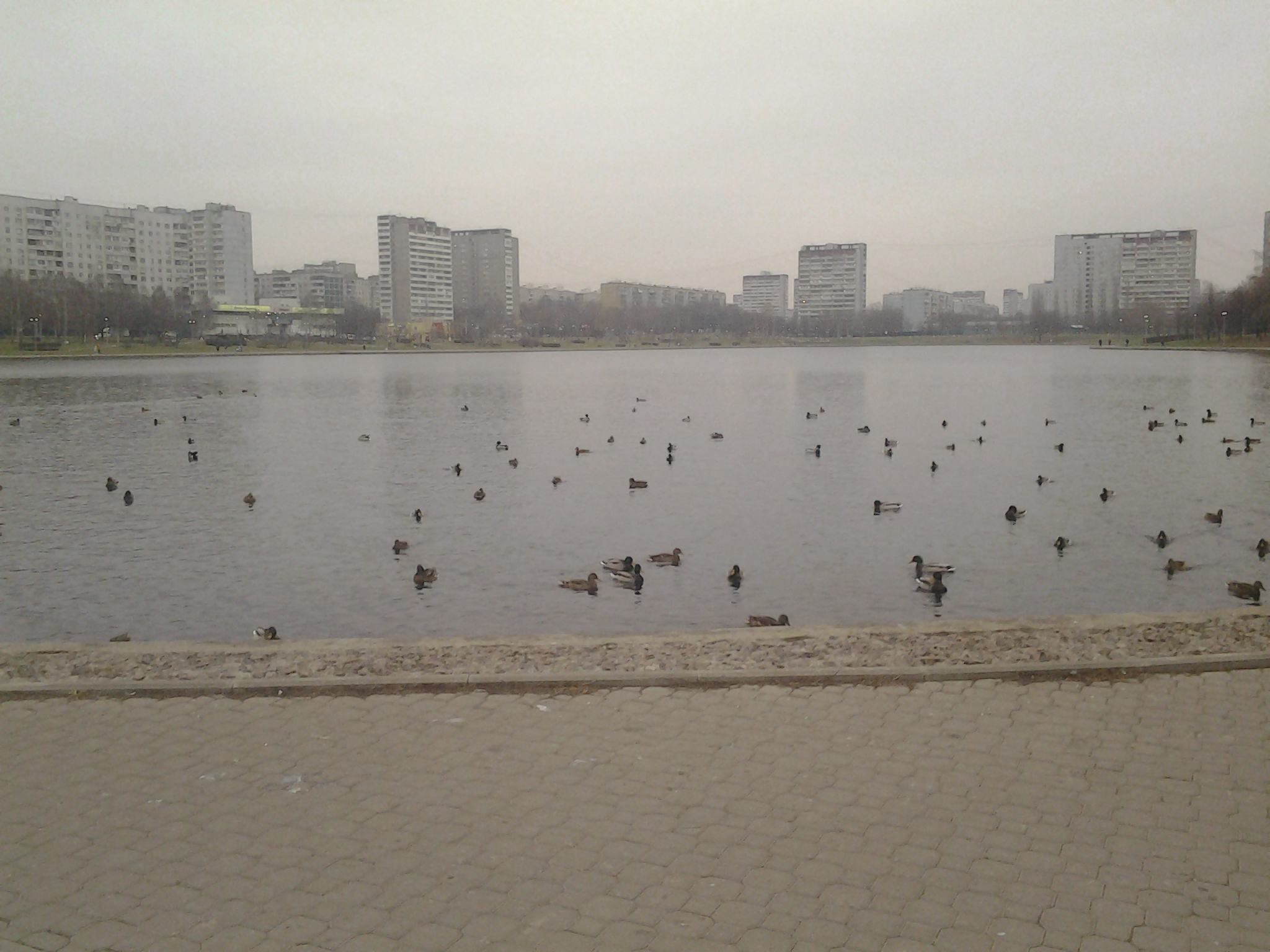

索先卡河（俄语：Сосенка），是俄羅斯的河流，位於莫斯科東北部，屬於哈皮洛夫卡河的右支流，發源自莫斯科環城公路外圍，河道全長8.8公里，流域面積30平方公里。